# Sihyeon
Kim Si-hyeon (em coreano: 김시현; Seongnam, 5 de agosto de 1999) é uma cantora e apresentadora sul-coreana. Ela é integrante e vocalista principal do girl group sul-coreano EVERGLOW da Yuehua Entertainment.

## Infância
Kim nasceu em 5 de agosto de 1999, em Bundang-gu, Coreia do Sul.

## Carreira

### Pré-estreia
Sihyeon competiu na primeira temporada da competição de reality show Produce 101 da Mnet como trainee individual em 2016. Ela ficou em 40º lugar e então assinou com a Yuehua Entertainment. Em 2018, Kim ingressou na terceira temporada da franquia, Produce 48 ao lado de Wang Yiren de Everglow e Choi Ye-na do Iz*One.  Ela ficou em 27º lugar e foi novamente eliminada na terceira rodada com Wang Yiren, enquanto Choi Ye-na sobreviveu à final e se tornou membro do Iz*One.

### 2019–presente: estreia com Everglow e atividades solo
Kim estreou com Everglow em 18 de março de 2019, Everglow lançou seu primeiro álbum single, "Arrival of Everglow", com o single principal "Bon Bon Chocolat", com seu primeiro showcase.
Em 7 de fevereiro de 2020, Sihyeon foi escolhida como uma nova MC para o programa musical The Show da SBS MTV ao lado de Juyeon e Kim Min-kyu do The Boyz.

## Filmografia

### Programa de televisão
| Ano       | Título      | Função      | Rede    | Notas                 |
| --------- | ----------- | ----------- | ------- | --------------------- |
| 2016      | Produce 101 | Competidora | Mnet    | Terminou em 40º lugar |
| 2018      | Produzir 48 | Competidora | Mnet    | Terminou em 27º lugar |
| 2020–2021 | The Show    | MC          | SBS MTV | Com Minkyu e Juyeon   |